# Devon Aoki
Devon Edwenna Aoki (デヴォン青木) (Nova York, 10 d'agost del 1982) és una model i actriu estatunidenca.
Començà com a model a l'edat de tretze anys. Ha aparegut en diversos vídeos musicals de diversos grups i ha desfilat per a marques de prestigi reconegudes com Lancôme, Chanel i Versace.
El seu primer paper important en el cinema fou en la seqüela 2 Fast 2 Furious, al començament de la qual encara no disposava del permís de conduir i va haver d'aprendre'n durant el rodatge. Altres pel·lícules en les que ha tingut papers rellevants són D.E.B.S i Sin City.

## Filmografia
- Death of a Dynasty (2003)
- 2 Fast 2 Furious (2003)
- D.E.B.S (2004)
- Sin City (2005)
- DOA: Dead or Alive (2006)
- L'assassí (2007)
- Rosencratz and Guildenstern Are Undead (2008)
- The Mutant Chronicles (2008)
- Sin City 2 (2009)